# Peschetius aethiopicus
Peschetius aethiopicus är en skalbaggsart som beskrevs av Omer-cooper 1964. Peschetius aethiopicus ingår i släktet Peschetius och familjen dykare. Inga underarter finns listade i Catalogue of Life.